# Mariano de Retegui Bensusan
Mariano de Retegui Bensusan (1914, Cádiz) es un licenciado en Derecho e intendente mercantil.

## Biografía
Académico de Bellas Artes y de Hispanoamericana de Cádiz, entre sus principales obras destacan La tertulia del fraile, Urbanismo gaditano del siglo XVIII, Cádiz y el comercio de Indias, Españoles en México, Viaje de Cádiz a Cartagena de Indias de Celestino Mutis, Temas de la América hispana, Cádiz cosmopolita, La factoría naval Vea Murguía y Cosas de Cádiz ante el mar.